# Боэтти, Алигьеро
Алигьеро Фабрицио Боэтти (итал. Alighiero Fabrizio Boetti, известный также как Алигьеро и Боэтти — итал. Alighiero e Boetti, 16 декабря 1940 — 24 февраля 1994) — итальянский художник-концептуалист, член движения арте повера. Он наиболее известен серией «карт мира», «Mappa», созданной между 1971 и 1994 годами.

## Биография
Алигьеро Фабрицио Боэтти родился в Турине, в семье юриста Коррадо Боэтти и виолончелистки Аделины Маркизио. Боэтти бросил учёбу в бизнес-школе Университета Турина ради искусства. Уже в ранние годы он имел широкий круг интересов и изучал теоретические труды по философии, алхимии и эзотерике. Среди любимых авторов его юности были писатель Герман Гессе и художник и преподаватель Баухауса Пауль Клее. Боэтти также интересовался математикой и музыкой.
В семнадцать Боэтти открыл для себя работы немецкого художника Вольса (Wols) и изрезанные холсты итальянского художника Лучо Фонтаны. В возрасте двадцати лет Боэтти переехал в Париж, чтобы изучать гравюру. В 1962 году, находясь во Франции, он встретил Аннмари Созо, на которой женился в 1964, в этом браке родилось двое детей — Маттео (1967) и Агата (1972).
Боэтти питал страсть к восточным культурам, особенно центральной и южной Азии, посещал Афганистан и Пакистан несколько раз в 1970-х и 1980-х.

## Творчество
В период с 1963 по 1965 год Боэтти начал создавать работы из таких необычных материалов как оргалит, оргстекло, светильники и другие промышленные материалы. Его первая персональная выставка состоялась в 1967 году, в туринской галерее Кристиана Штайна. Позднее он принял участие в выставке в Galleria La Bertesca в Генуе, с группой других итальянских художников, творчество которых относят к арте повера.
Боэтти продолжал работать с широким спектром материалов, инструментов и техник, включая, например, шариковые ручки и почту. Некоторые из его творческих стратегий можно отнести к арте повера. Боэтти интересовался соотношением случайности и порядка, различными системами классификации (сетки, карты и т.п.), а также восточными традициями и культурными практиками.
Пример его работы арте повера — «Yearly Lamp» (1966), лампа в деревянном ящике, которая случайным образом включается на одиннадцать секунд каждый год. Эта работа фокусируется на трансформирующей силе энергии, на возможностях и ограничениях случая.
Боэтти отмежевался от движения арте повера в начале 1970-х. Он переименовал себя в качестве двойного персонажа — Алигьеро и Боэтти (итал. Alighiero e Boetti), отражая противоположные факторы, представленные в его творчестве: личность и общество, ошибки и совершенства, порядок и беспорядок.
Боэтти часто сотрудничал с другими людьми, художниками и не художниками, предоставляя им значительную свободу в работе. Например, одна из наиболее известных работ такого типа состоит из цветных букв, вышитых на полотнах разного размера, буквы при более близком рассмотрении читаются как короткие фразы на итальянском. Например, «порядок и беспорядок» или «порядок — это беспорядок» и подобные трюизмы и игра слов. Для создания этих картин Боэтти работал с ремесленниками-вышивальщиками из Афганистана и Пакистана, передав им эскизы и перепоручив процесс выбора цветов и их сочетания.
Аналогично, для lavori biro (живопись шариковой ручкой), он приглашал друзей и знакомых, чтобы закрасить большие участки работы шариковой ручкой.
Наиболее известная работа Боэтти — серия больших вышитых карт мира, названная просто «Mappa». Границы каждой страны заполнены вышитыми изображениями национального флага этой страны. Выполненные ремесленниками Афганистана и Пакистана, карты были результатом сотрудничества, где границы стран соответствовали реалиям времени, а выбор цветов был оставлен за ремесленниками.
Один из лучших образцов, «Карта мира, 1989» (итал. Mappa del Mondo, 1989), находится в коллекции Музея современного искусства в Нью-Йорке.
Боэтти принимал участие в наиболее значимых и символических выставках своего времени — «When Attitudes Become Form» (1969), «Contemporanea» (Рим, 1973), «Identité Italienne» (Париж, 1981), «The Italian Metamorphosis 1943—1968» (Музей Гуггенхайма, 1994). Его работы демонстрировались на шести Венецианских биеннале.